# Gleb
Gleb (in cirillico: Глеб) è un nome proprio di persona russo maschile.

## Varianti in altre lingue
- Norreno: Guðleifr[1]
  - Femminili: Guðleif[2]

## Origine e diffusione
È la forma attuale russa del nome norreno Guðleifr che, composto da guð ("dio") e leifr ("erede"), significa "erede di Dio". Il primo elemento si ritrova anche nei nomi Guðríðr, Gudmund e Gudrun, il secondo è presente in Leif, Elof, Olaf e Torleif.

## Onomastico
L'onomastico può essere festeggiato il 24 luglio (o il 2 maggio o il 5 settembre), date in cui si commemora san Gleb, figlio di san Vladimir, martire.

## Persone
- Gleb, rapper slovacco
- Gleb, santo ucraino
- Gleb Gal'perin, tuffatore russo
- Gleb Retivych, fondista russo

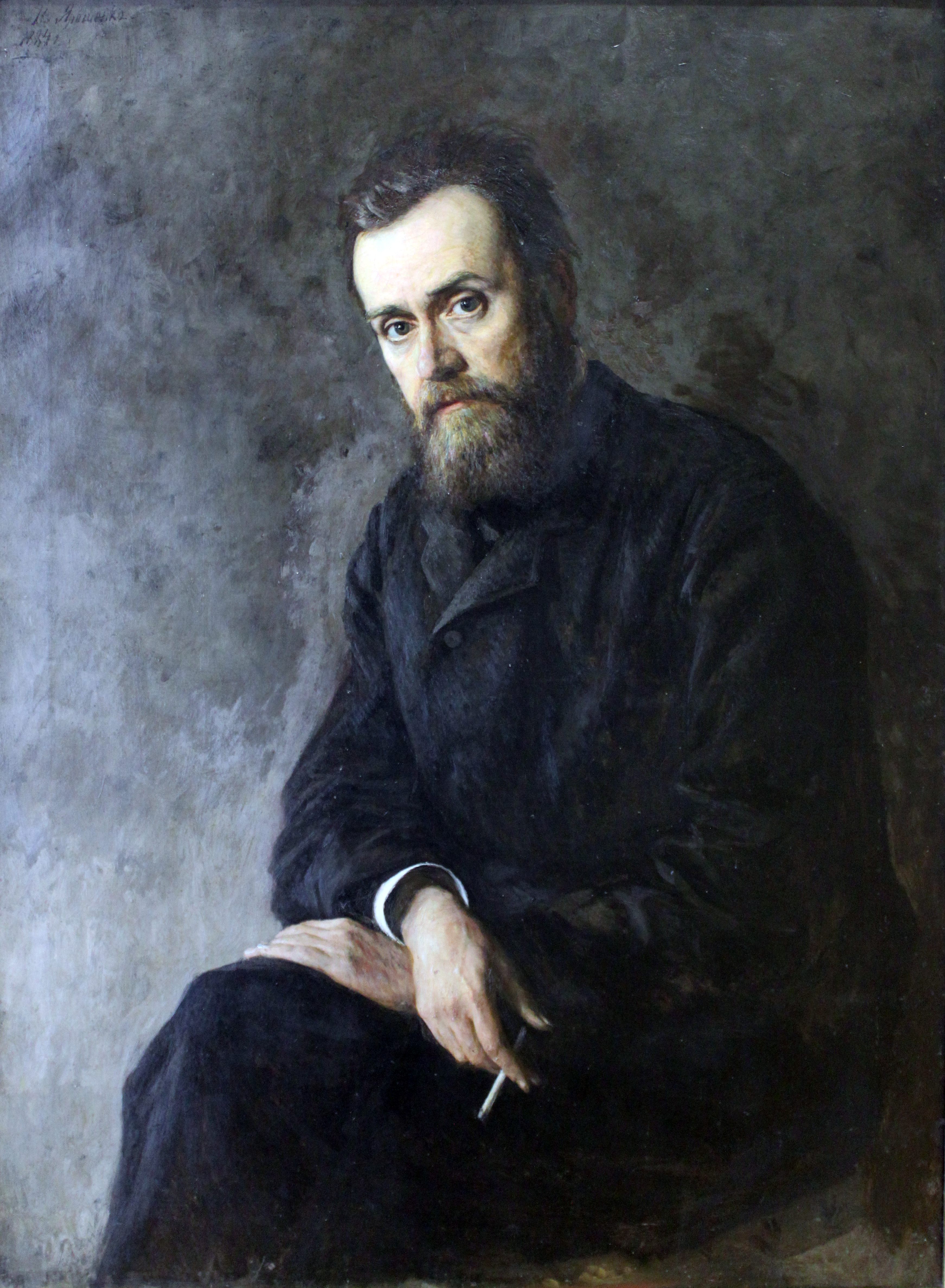
Gleb Ivanovič Uspenskij

- Gleb Struve, scrittore, saggista, critico letterario e storico russo
- Gleb Uspenskij, scrittore russo
- Gleb Wataghin, fisico ucraino naturalizzato italiano
- Gleb Zachodjakin, compositore di scacchi russo